# Eichbergturm
Der Eichbergturm war ein Aussichtsturm auf dem 368,9 m ü. NHN hohen  Eichberg bei Emmendingen.

## Geschichte
Der Turm wurde von einem 1999 gegründeten Verein errichtet und am 17. September 2005 der Stadt Emmendingen übergeben und der Öffentlichkeit zugänglich gemacht. Er trug offiziell den Titel Jubiläumsturm Baden-Württemberg.
Ameisen und Pilze setzten den Holzstämmen zu, so dass im Juli 2015 der Turm gesperrt und die am stärksten befallenen Stämme ausgetauscht wurden.
Im Juli 2023 wurde der Eichbergturm erneut wegen Reparaturarbeiten gesperrt.
Ende März 2025 wurde bekannt, dass der Eichbergturm abgerissen wird. Dies gab Oberbürgermeister Stefan Schlatterer im Gemeinderat als Antwort auf eine Anfrage der CDU bekannt. Ursprünglich plante die Stadt eine Sanierung des Bauwerks, stellte jedoch später fest, dass ein Wiederaufbau nach den aktuellen Bauvorschriften in dieser Form nicht mehr zulässig wäre. Ein alternativer Vorschlag, den Turm als Baudenkmal zu erhalten und durch eine Einzäunung zu sichern, wurde im Gemeinderat mehrheitlich abgelehnt.
Im Juli 2025 begannen die Abbauarbeiten des Eichbergturmes.

## Konstruktion
Die Aussichtskanzel war aus Eichenholz gefertigt und saß auf sechs Douglasienstämmen, die zusammen mit einem oberen Plattformrahmen einen Pyramidenstumpf bildeten. Das Treppenhaus war ein filigraner Zylinder aus Profilstahl und Baustahlgewebe, die Wendeltreppe hatte 240 Stufen aus Eichenholz.
Mit einer Höhe von 53,20 Metern war er der zweithöchste Aussichtsturm Baden-Württembergs. Der Turm überragte mit seiner Kanzel auf einer Höhe von 43,20 m den Eichenwald um etwa 10 Meter. Von der Turmkanzel aus bot sich ein Rundblick über die nähere Umgebung, den gesamten Schwarzwaldkamm bis zum Isteiner Klotz, den Schweizer Jura, die Vogesenkette und den Kaiserstuhl.